# Csólyospálos
Csólyospálos község Bács-Kiskun vármegye Kiskunmajsai járásában.

## Fekvése
Kiskunmajsától délre fekszik, Csongrád-Csanád vármegye határán, határa a Kiskunsági Nemzeti Park területe.
A szomszéd települések: észak felől Kömpöc, kelet felől Balástya, délkelet felől Forráskút, dél felől Üllés, északnyugat felől pedig Kiskunmajsa; délnyugati és nyugati irányból ugyancsak ez utóbbi városhoz tartozó külterületek övezik.

### Megközelítése
Csak közúton érhető el, Kiskunmajsa és Szeged (Kiskundorozsma) irányából egyaránt az 5405-ös úton; Kömpöccel az 5442-es út köti össze. Határszélét északon érinti még az 5411-es út is.

## Története
Csólyospálos két puszta: Csólyospuszta és Pálospuszta tanyavilágának összeolvadásából keletkezett, 1945. július 1-én lett önálló község.

## Közélete

### Polgármesterei
- 1990–1994: Csányi Mihály (független)[3]
- 1994–1998: Csányi Mihály (független)[4]
- 1998–2002: Csányi Mihály (független)[5]
- 2002–2006: Csányi Mihály (független)[6]
- 2006–2010: Ábrahám-Furus János (független)[7]
- 2010–2014: Ábrahám-Furus János (független)[8]
- 2014–2019: Ábrahám-Furus János (független)[9]
- 2019–2024: Ábrahám-Furus János (független)[1]
- 2024– :

## Népesség
A település népességének változása:
| Lakosok száma | 1673 | 1643 | 1551 | 1532 | 1553 | 1431 | 1446 |
|               | 2013 | 2014 | 2018 | 2021 | 2022 | 2023 | 2024 |

A 2011-es népszámlálás során a lakosok 91,4%-a magyarnak, 0,9% németnek, 1,3% románnak, 0,2% szerbnek mondta magát (7,4% nem nyilatkozott; a kettős identitások miatt a végösszeg nagyobb lehet 100%-nál). A vallási megoszlás a következő volt: római katolikus 78,3%, református 1,8%, evangélikus 0,2%, felekezeten kívüli 3,4% (15,5% nem nyilatkozott).
2022-ben a lakosság 87,8%-a vallotta magát magyarnak, 1,3% németnek, 0,8% románnak, 0,2% cigánynak, 0,1%-0,1% horvátnak, görögnek, bolgárnak, ruszinnak és szerbnek, 2,1% egyéb, nem hazai nemzetiségűnek (11,1% nem nyilatkozott; a kettős identitások miatt a végösszeg nagyobb lehet 100%-nál). Vallásuk szerint 50,4% volt római katolikus, 1,4% református, 0,2% evangélikus, 0,1% görög katolikus, 1,4% egyéb keresztény, 0,9% egyéb katolikus, 6% felekezeten kívüli (39,6% nem válaszolt).

## Turizmus, látnivalók
- A Csólyospálosról Kiskunmajsára vezető út mellett lévő egykori tanyasi iskolát megvásárolta az 1956-os forradalom Corvin-közi vezetője, Pongrátz Gergely, és létrehozta az 56-os Múzeumot.[12]
- A településtől északkeletre, tanyák között található az a földtani feltárás, ahol az úgynevezett darázskő vagy réti mészkő lelőhelye tekinthető meg.[13]